# Josef Seiler (Politiker, 1899)
Josef Seiler (* 26. Februar 1899 in Elgersweier, heute Offenburg; † 13. Februar 1978 in Offenburg) war ein deutscher Politiker der SPD.

## Leben und Beruf
Seilers wuchs in der Familie eines Ziegeleibesitzers auf. Er besuchte die Volksschule in Elgersweier und absolvierte eine Lehre zum Weber in der Leinenweberei und Bleicherei Claus in Offenburg, in der er später auch tätig war. Zwischenzeitlich war er als Hilfsheizer bei der Reichsbahn in Karlsruhe tätig, im September 1917 zog er als Soldat in den Ersten Weltkrieg. 1919 kehrte er zu seinem bisherige Arbeitgeber zurück und ging seiner alten Tätigkeit des Webers wieder nach. Zudem schloss er sich dem Deutschen Textilarbeiterverband an, 1927 wurde er Vorsitzender der Ortsgruppe Offenburg. 1938 ging Seiler ins Militär, mit Beginn des Zweiten Weltkriegs wurde er in den Kriegsdienst berufen und von August 1939 bis Februar 1940 bei der Panzerabwehr am Westwall eingesetzt. Danach war er wieder als Weber bei der Leinenweberei Claus in Offenburg tätig.
In der NS-Zeit wurde Seiler mehrfach verfolgt, so verbrachte er im März 1933 eine fünftägige sogenannte "Schutzhaft". Außerdem wurde seine Wohnung durch die NS-Behörden mehrfach durchsucht, zuletzt am 26. Februar 1941. Zudem wurde er von der Gestapo verhört.
Ab Juli 1947 war Seiler als Industrieprüfer tätig.

## Politik
Seiler trat 1919 in die SPD ein. Am 25. April 1945 wurde er zum Bürgermeister von Elgersweier berufen. Am 27. Juni 1951 rückte er für den ausgeschiedenen Abgeordneten Friedrich Maier in den Badischen Landtag nach, dem er bis zu dessen Auflösung 1952 angehörte. Von 1952 bis 1956 gehörte er dem Landesvorstand der SPD Baden-Württemberg an.